# Bronisław Mieszkowski (historyk sztuki)
Bronisław Mieszkowski (Mora-Mieszkowski; ur. 17 czerwca 1909 w Nowym Targu, zm. 6 maja 1976 w Gdańsku) – polski historyk sztuki i konserwator zabytków, w latach 1951-1958 wojewódzki konserwator zabytków w Gdańsku. 

## Życiorys

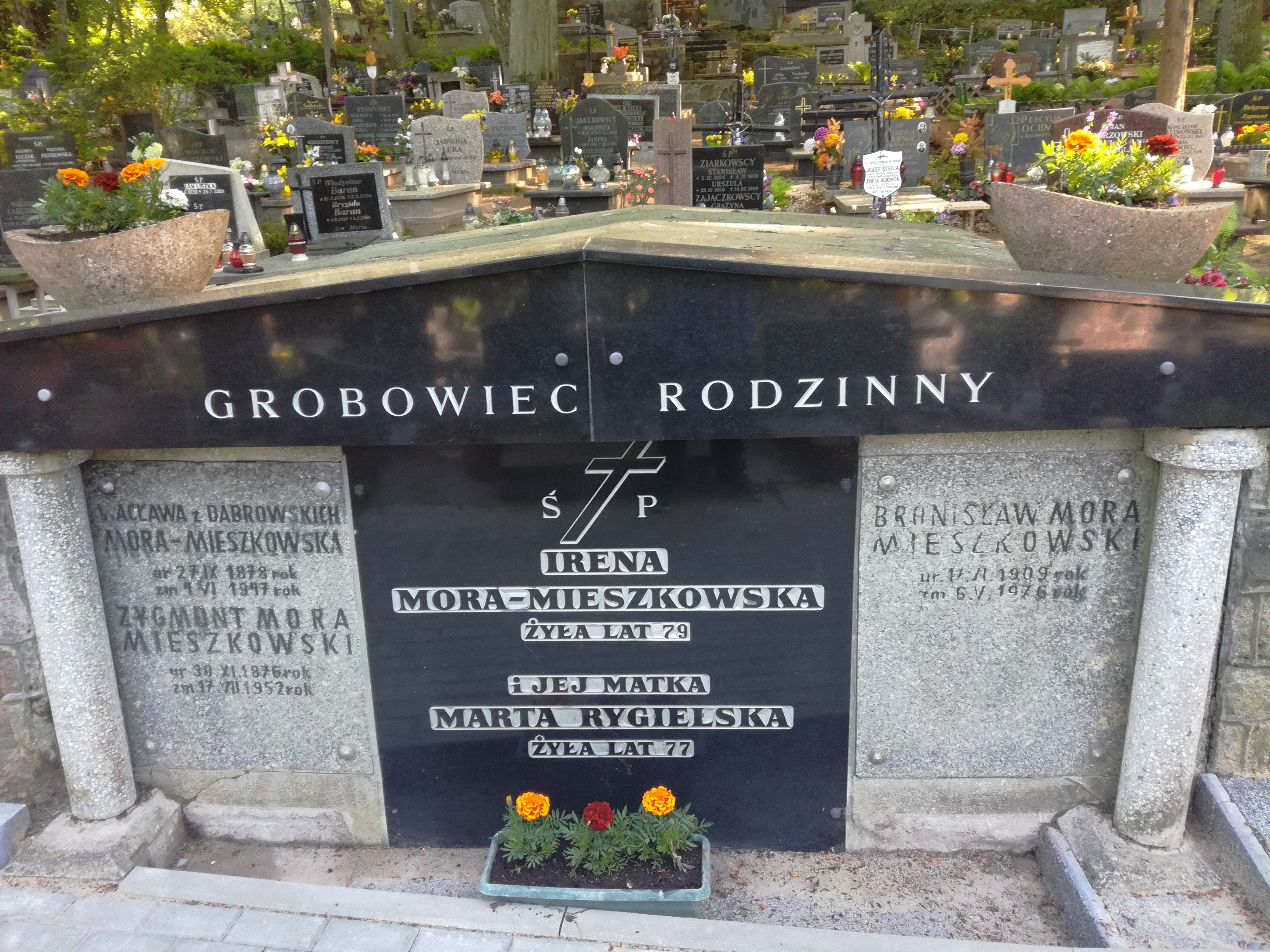
Grób Bronisława Mieszkowskiego na cmentarzu Witomińskim

Absolwent historii sztuki na Uniwersytecie Jagiellońskim. Podczas II wojny światowej przebywał w oflagach. We wrześniu 1946 powrócił do Polski. od 1946 do 1947 pracował w Państwowych Zbiorach Sztuki na Wawelu. W latach 1947–1951 pełnił funkcję zastępcy wojewódzkiego konserwatora zabytków w Gdańsku, zaś 1951-1958 - konserwatora wojewódzkiego. Został odwołany z tej funkcji, kiedy sprzeciwił się budowie ciepłowni w okolicach gdańskiego Żurawia. W 1955 należał do członków założycieli gdańskiego oddziału Stowarzyszenia Historyków Sztuki i został pierwszym przewodniczącym jego sekcji naukowej. Wykładał historię sztuki na Wydziale Architektury Politechniki Gdańskiej. W latach 1958–1964 kierował Pracownią Konserwacji Dzieł Sztuki w gdańskim oddziale Przedsiębiorstw Państwowe Pracownie Konserwacji Zabytków. Był współorganizatorem i kuratorem zbiorów sztuki (1964–1975) Muzeum Zamkowego w Malborku. Od 1973 do 1975 był prezesem pomorskiego oddziału Stowarzyszenia Miłośników Dawnej Broni i Barwy. Zmarł na raka. Pochowany na cmentarzu Witomińskim w Gdyni (kwatera 64-31-1).
Podobizna Mieszkowskiego dłuta Tadeusza Godziszewskiego znajduje się na zworniku arkady kamienicy przy ulicy Długi Targ 25 wraz z portretami innych osób zasłużonych dla odbudowy gdańskich zabytków.